# STL (放送)
STL (Studio to Transmitter Link) とは、放送内容を演奏所から送信所へ送るための回線のことである。

## 概要
放送局の演奏所（スタジオ）は、情報収集や営業などの利便を図るため、市街地の中心部に置かれることが多い。一方で送信所は、放送区域（サービスエリア）内の視聴者への電波の届きやすさを第一に考える必要がある。
極超短波 (UHF) を用いるテレビジョン放送や、VHFを用いる超短波放送（FM放送）の送信所では、ある程度の高さ、また中波 (MF) を用いる中波放送（AM放送）や短波（HF）を用いる短波放送の送信所では、ある程度の広さの確保が必要であり、送信所は電波塔や山、市街地近郊などに置かざるを得ない。また、テレビ放送やFM放送の送信所は、総務省令基幹放送局の開設の根本的基準第7条により「放送の種類を同じくする他の基幹放送局の放送区域が重なる場合は送信所をほぼ同一の場所に設置すること」が規定されているため、送信所の設置場所は、放送の種類・放送受信エリアごとに一地点に集約される。このため、送信所の多くは演奏所より離れた高所に設置されることから、演奏所と送信所の間で、何らかの方法により放送内容を伝送する必要が生じる。そのための手段のひとつとなるのが、STLである。
STLは主に無線回線であり、使用される電波の周波数は短波からマイクロ波まで、電波型式もアナログ、デジタルそれぞれ多様なものが用いられている。
また、STL回線では放送内容だけではなく、送信設備の起動、停止などの各種制御信号も送られる。これにより、送信所の無人化、省力化が図られている。
実際の運用においては、回線トラブル時の放送事故を防ぐために光ケーブルや専用線などの有線での回線と2系統で運用されることも多く、また地域によってはこの形式を進めてSTLを従とし、有線による運用を主としているところもある。
関連するものとして、TSL (Transmitter to Studio Link) や、TTL (Transmitter to Transmitter Link) がある。TSLはSTLの逆方向の回線であり、送信所の送信設備の動作監視を目的として設置されるが、臨時の素材回線として、例えばFPUからの信号を演奏所に伝送するなどの目的のために用いることもある。また、TTLは送信所から送信所へ放送を送るための回線で、中継局（サテライト局）への信号伝送などに用いる。